# SAY YEAH!!
「SAY YEAH!!」（セイ イェー!!）は、DOBERMAN INFINITYの1枚目のシングル。2015年7月15日にトイズファクトリーから発売。

## 概要
カップリング曲「Heartbeat」は、プロボクサーの山中慎介を応援しボクシングを盛り上げたいという三代目 J Soul BrothersのメンバーELLYの思いに賛同し共に制作した。日本テレビ系ボクシング中継イメージソングに起用された。

## 収録曲

### CD
1. SAY YEAH!!
  - 作詞：KUBO-C・GS・P-CHO・SWAY・KAZUKI / 作曲：Heuktae
2. Underdogs
  - 作詞：KUBO-C・GS・P-CHO・SWAY・Amon Hayashi / 作曲：Amon Hayashi・Dirty Orange・KUBO-C・GS・P-CHO・SWAY
3. CRAZY
  - 作詞：KUBO-C・GS・P-CHO・SWAY・KAZUKI・Amon Hayashi / 作曲：Maozon・Amon Hayashi・KUBO-C・GS・P-CHO・SWAY
4. Heartbeat / DOBERMAN INFINITY×ELLY(三代目J Soul Brothers from EXILE TRIBE)
  - 作詞：ELLY・KUBO-C・GS・P-CHO・SWAY・ZERO(YVES&ADAMS) / 作曲：Lucas Valentine・ZERO(YVES&ADAMS)・ELLY・KUBO-C・GS・P-CHO・SWAY
5. SAY YEAH!!〈Instrumental〉

### DVD
1. SAY YEAH!! Music Video